# غوغ درق
غوغدرق هي قرية في مقاطعة ميانة، إيران. عدد سكان هذه القرية هو 300-350 في سنة 2006.